# 1933年臺灣
|        | 臺灣歷史 \| 台灣歷史年表 |
| 世纪： | 19世纪臺灣 \| 20世纪臺灣 \| 21世纪臺灣 |
| 年代： | 1900年代臺灣 \| 1910年代臺灣 \| 1920年代臺灣 \| 1930年代臺灣 \| 1940年代臺灣 \| 1950年代臺灣 \| 1960年代臺灣                                           |
| 年份： | 1928年臺灣 \| 1929年臺灣 \| 1930年臺灣 \| 1931年臺灣 \| 1932年臺灣 \| 1933年臺灣 \| 1934年臺灣 \| 1935年臺灣 \| 1936年臺灣 \| 1937年臺灣 \| 1938年臺灣 |
| 纪年： | 癸酉年（鸡年）、日本昭和8年 |

## 政府

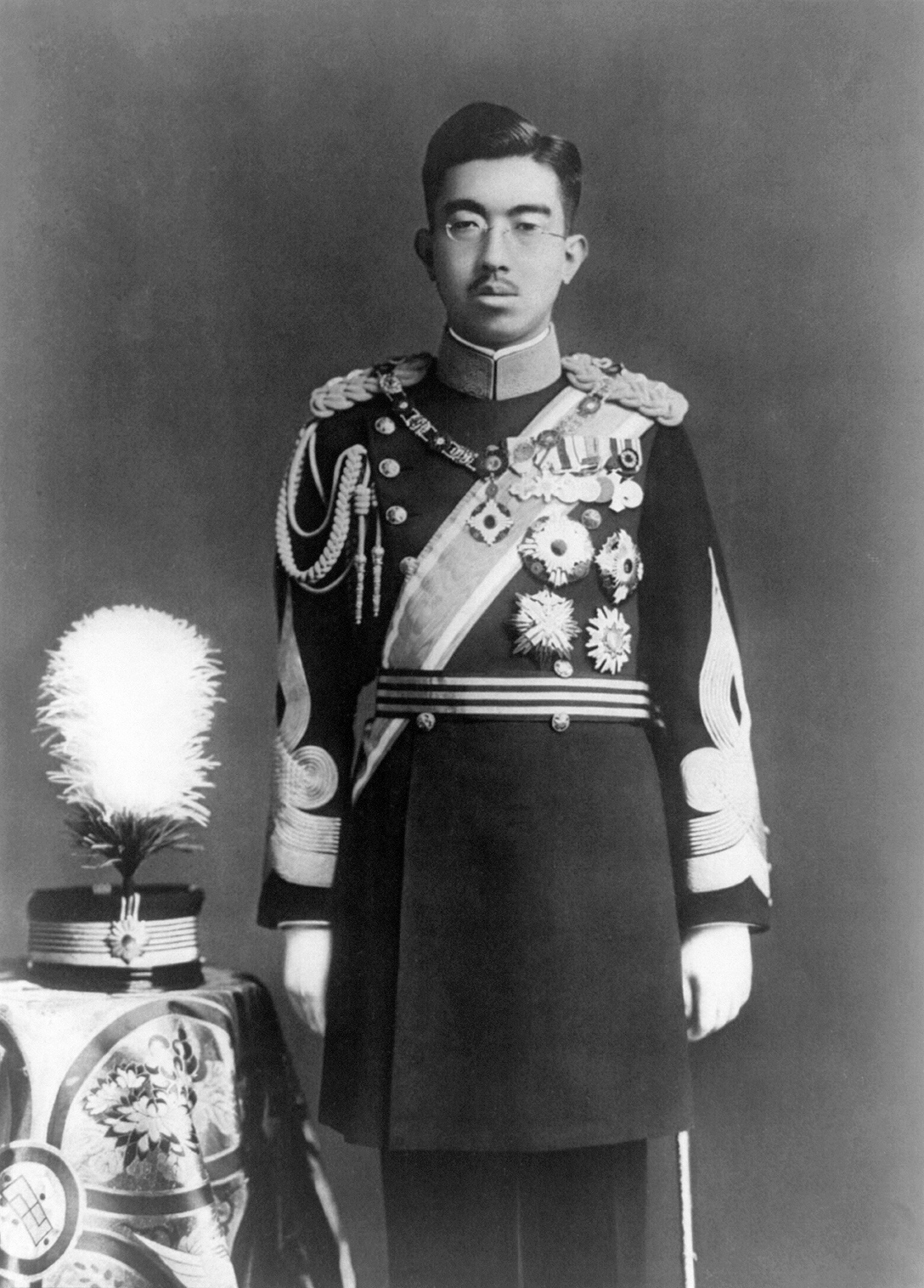
天皇：昭和天皇
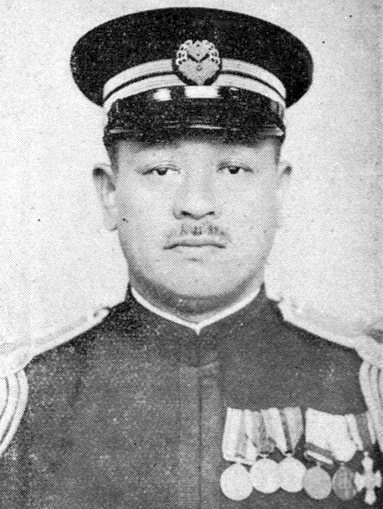
臺灣總督：中川健藏
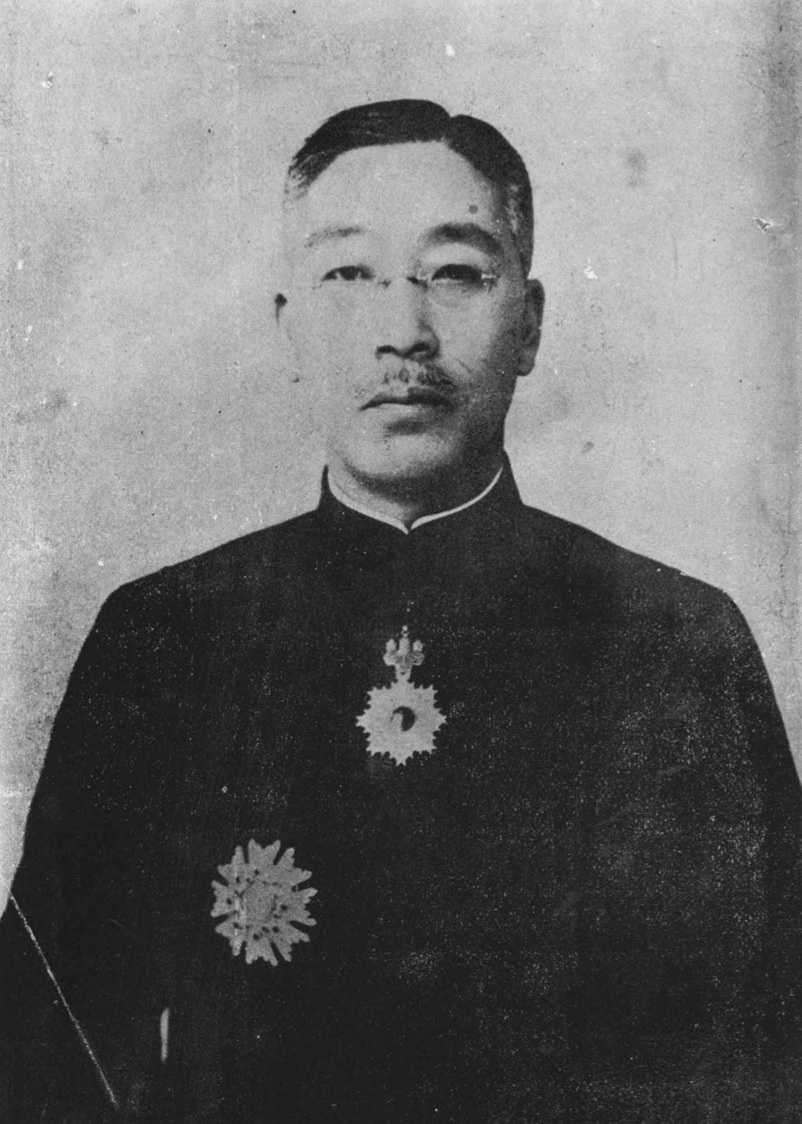
總務長官：平塚廣義

## 大事記

### 1月
- 1月7日——蘇聯碎冰船亞歷山大·西比里亞科夫號（Александр Сибиряков）抵基隆港，搭載煤炭後隔日向新加坡出發[1]:219。
- 1月31日——第十四次臺灣議會設置請願運動，請願團造訪貴族院[2]:209，請願書由林獻堂等1491人署名、經上院渡邊暢及下院清瀨一郎提出[1]:219。

### 2月
- 2月1日——東京台北間無線電話通話試驗成功[1]:219。
- 2月3日——聲樂家永井郁子訪台[1]:219。
- 2月6日——第十四次臺灣議會設置請願運動，請願團造訪眾議院[2]:210。
- 2月20日——日月潭電力的南部送電線竣工[1]:219。

### 3月
- 3月24日——埔里烏牛欄考古出土[1]:220。
- 3月29日——公佈〈米穀統制法〉[3]:324。

### 5月
- 5月1日——實施〈外匯管理法〉[4]:4382[3]:326。
- 5月3日——國立公園協會發行《新高阿里山》雜誌[1]:221。
- 5月8日——臺灣總督中川健藏召集會議，討論地方自治問題[4]:4388。

### 6月
- 6月9日——苓雅寮水上機場完工，為臺灣首座水上機場[5]。
- 6月14日——日本拓務省否決台灣自治案[4]:4422。

### 10月
- 10月25日——郭秋生、廖漢臣等人在臺北市成立臺灣文藝協會[3]:326。
- 10月26日——畫家竹久夢二訪問台灣，在台北市的警察會館舉辦「竹久夢二畫伯滯歐作品展覽會」。

### 11月
- 11月1日——臺灣總督府公布《全臺灣高砂族集體移住十年計劃》[4]:4505。
- 11月15日——臺灣花蓮港廳里壟支廳大竹區原住民40餘人反抗日本壓迫，殺死日警，奪走槍彈，逃往深山，日警派大隊鎮壓，捕走18人[4]:4512。

### 12月
- 12月20日——臺北州七星郡的士林庄升格為士林街[6]，新竹州竹東郡的竹東庄升格為竹東街[6]，臺中州東勢郡的東勢庄升格為東勢街[6]，臺中州彰化郡彰化街升格為州轄市的彰化市[7]:123[8]，臺南州北門郡的佳里庄升格為佳里街[6]，臺南州新營郡的新營庄升格為新營街[6]，臺南州虎尾郡的虎尾庄升格為虎尾街[6]，高雄州屏東郡屏東街升格為州轄市的屏東市[7]:123[8]。
- 12月21日——臺灣停止100萬石谷貯藏計劃，改行獎勵稻田改種代用作物[4]:4539。
- 12月29日——陳炘、楊肇嘉與宮原武熊在臺中市公會堂成立東亞共榮協會[3]:326。

## 出生
- 1月16日——黃俊雄，布袋戲操偶師。首創電視表演布袋戲，知名作品為《雲州大儒俠》。
- 2月17日——張超英，外交官。戰後長年擔任台灣外交官，曾目睹諸多中華民國外交大事。出生於日本東京。（2007年逝世）
- 4月3日——傅達仁，主持人，台灣電視公司體育主播之一，以播報NBA籃球賽事聞名。出生於中國山東省。（2018年逝世）
- 5月7日——王慶豐，政治人物。曾任花蓮縣議員、議長、縣長。
- 7月10日——楊傳廣，阿美族運動員。曾代表中華民國參加羅馬奧運會十項全能競賽，獲得銀牌。（2007年逝世）
- 9月5日——林文月，作家、翻譯家。譯有《源氏物語》，《枕草子》。出生於上海日租界。
- 9月8日——辜濓松，企業家。鹿港辜家成員，曾任中國信託金融控股公司董事長。（2012年逝世）
- 10月14日——林鶴聲，軍人。參加1964年雙十國慶空軍校閱後，回程途中遭僚機撞擊，墜毀身亡。（1964年逝世）
- 10月25日——李楨林，軍人。中華民國陸軍二級上將。出生於中國山東省。
- 12月4日——楊日然，法律學者，專攻法律哲學及比較法學。曾任臺灣大學法律系教授、主任、司法院大法官。（1994年逝世）
- 12月4日——鄭愁予，現代詩詩人。出生於中國山東省。
- 12月11日——黃崑巖，病毒學者。國立成功大學醫學院創院院長及教授。（2012年逝世）
- 12月16日——許素葉，政治人物。曾任澎湖縣議員、議長、立法委員。
- 12月24日——陳進興，政治人物。曾任新竹縣縣長。

## 逝世
- 1月2日——內田嘉吉，前台灣總督[1]:219。
- 6月2日——久保得二，台北帝大教授[1]:221。